# 楽園へ/Ataraxia
「楽園へ/Ataraxia」(らくえんへ/アタラクシア)は、MORRIEのプロジェクト、Creature Creatureの5作目のシングル。2012年6月20日、Psyche Recordsより発売。6年ぶりの流通盤シングル、両A面。

## 収録曲
1. 「楽園へ」(作詞：MORRIE、作曲：Shinobu) − 5:03
  - 2011年11月からライヴで披露されておりファンの反応が良かったことからシングル化された。歌詞のテーマは「完全なる自由としての自死」。次作「くるめき」へと繋がっている。
  - 曲調は「(Shinobuが憧れていた)このメンツ(MORRIE・Hiro・人時・Sakura)ならこういう曲を聴きたい」という構想のもとドラマティックな展開を意識して作られた。
  - MVは『PHANTOMS』(2012)初回限定盤に収録。
2. 「Ataraxia」(作詞・作曲：MORRIE) − 5:01
  - 2010年末から披露されていた。タイトルは古代ギリシア語のアタラクシアで歌詞のテーマは「精神の平静状態」。

## 参加ミュージシャン
- MORRIE - ヴォーカル
- Hiro - ギター
- Shinobu - ギター
- 人時 - ベース
- Sakura - ドラム